# Eocuma dollfusi
Eocuma dollfusi är en kräftdjursart som beskrevs av William Thomas Calman 1907. Eocuma dollfusi ingår i släktet Eocuma och familjen Bodotriidae. Inga underarter finns listade i Catalogue of Life.